# Josef Weiß (labdarúgó)
Josef Weiß (Freising, 1952. március 13. –) német labdarúgó, hátvéd, edző.

## Pályafutása

### Játékosként
1971 és 1974 között a Bayern München második csapatának a játékosa volt. 1974 és 1978 között a Bayern München profi labdarúgója volt.
Tagja volt az 1974–75-ös idényben BEK-győztes együttesnek. 1978 és 1980 között a másodosztályú Würzburger FV, majd 1980–81-ben az SpVgg Bayreuth játékosa volt. 1981–82-ben a Vilshofen csapatában fejezte be az aktív játékot.

### Edzőként
1990–91-ben az SpVgg Landshut csapatánál dolgozott edzőként.

## Sikerei, díjai
Bayern München
- Nyugatnémet bajnokság (Bundesliga)
  - 3.: 1975–76
- Bajnokcsapatok Európa-kupája (BEK)
  - győztes: 1974–75
- UEFA-szuperkupa
  - döntős: 1975
- Interkontinentális kupa
  - győztes: 1976